# Pantherinae
Felinele mari (Pantherinae) reprezintă o subfamilie a familiei Felidae, care cuprinde unele din cei mai masive feline. Criteriul de apartenență la subfamilie îl constituie, însă, nu mărimea, ci unele aspecte morfologice, precum construcția specifică a osului hioid. Astfel, din această subfamilie nu fac parte animale ca ghepardul sau puma.

## Filogenie
Evidențierea subfamiliei Pantherinae din Felidae a avut loc între 6 și 10 milioane de ani în urmă. Studierea analizelor ADN sugerează că leopardul zăpezilor (Uncia uncia) ar fi fost primul reprezentant al felinelor mari, astfel încât ar putea fi redenumit în Panthera uncia. Există și date despre markeri mitocondriali distincți față de Felidae. Alte studii arată că primul reprezentant al Pantherinae a fost Panthera tigris, urmat de Panthera onca, Panthera leo și, în sfârșit, Panthera pardus și Panthera uncia.

## Genuri și specii
Subfamilia Pantherinae cuprinde următoarele genuri și specii:
- genul Panthera
  - leu (P. leo)
  - jaguar (P. onca)
  - leopard (P. pardus)
  - tigru (P. tigris)
- genul Neofelis
  - leopardul de copac (N. nebulosa)
  - Neofelis diardi, considerat în trecut subspecie a leopardului de copac[8]
- genul Uncia
  - leopardul zăpezilor (U. uncia), atribuit în trecut genului Panthera (P. uncia)[2]

Pisica marmorată era și ea inclusă subfamilia felinelor mari, dar unele cercetări recente demonstrează că aceasta este înrudită cu pisica de aur asiatică, care s-ar fi îndepărtat de Felidae aproximativ 9,4 milioane de ani în urmă.
Pantera neagră nu este o specie aparte, ci o formă de melanism (pigmentație neagră) a leopardului și a jaguarului.

## Particularități
Toate felinele mari au pete pe blană, chiar dacă acest lucru nu se observă la prima vedere. Ele sunt observabile la leopard, leopardul de copac, leopardul zăpezilor și jaguar. La tigru petele iau forma unor dungi. La lei acestea sunt vizibile doar la pui.
Felinele mari se deosebesc de rudele lor mai mici (pisicile) prin construcția osului hioid. Acesta este alcătuit din oscioare mici, care fixează limba de interiorul gâtului. Se credea că aceasta este particularitatea care le permite felinelor mari să scoată urletele specifice, dar unele cercetări recente arată că organul responsabil de aceste sunete este laringele.